# Rozmarin

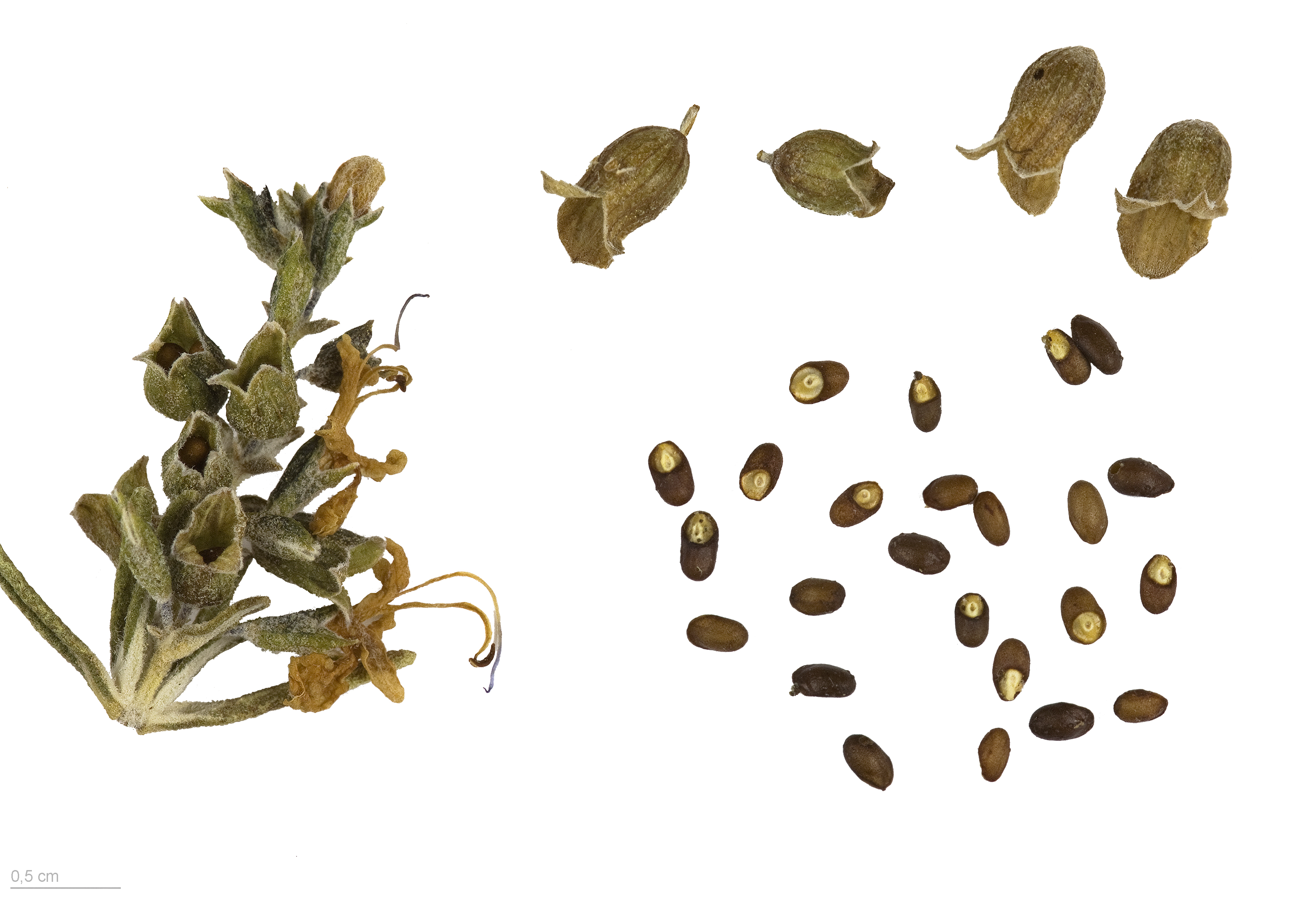
Rosmarinus officinalis

Rozmarinul (Rosmarinus officinalis) este o specie de plante lemnoase, perene, aparținând familiei Lamiaceae, cu frunze totdeauna verzi, în formă de ace și cu flori albastre, albe sau roșii. Se întrebuințează în medicină și în industria parfumurilor. Este originar din regiunile mediteraneene și din Uruguay. Există specii de rozmarin care cresc pe verticală, atingând 1,5 metri înălțime și specii târâtoare. Lungimea frunzelor este de 2–4 cm, iar lățimea de 2–5 mm, având culoarea verde în partea superioară și culoarea albă în partea inferioară, cu perișori scurți, deși și lânoși. Florile au culori variabile: alb, roz, roșu închis sau albastru.
Numele rozmarin nu are legătură cu cuvântul roză sau cu numele Maria, ci derivă din latinescul rosmarinus, care literal înseamnă 'roua mării'.